# '86 MBC 서울국제가요제
《'86 MBC 서울국제가요제》는 1986년 문화방송(MBC)과 경향신문이 대한민국의 서울에서 공동 주최한 가요제다. 입상곡들은 지구레코드를 통해 실황녹음 음반으로서 발매되었다. (15개국 18개팀 참가)

## 개요
- 개최일시 : 1986년 7월 26일
- 개최장소 : 세종문화회관 대강당
- 초청가수 : 징기스칸

## 음반 수록곡
다음 곡 목록은  LP 기준 목록이다.
Disk One / Side one
1. "Wind and Rain 바람에 흔들리고 비에 젖어도 (한국 · 최진희)" (박현진 작사 / 박현진 작곡) - 금상 수상
2. "Love in Your Heart 사랑은 그대 가슴에 (한국 · 구창모)" (하지영 작사 / 김기표 작곡) - 동상 수상
3. "Yesterday 어제 (한국 · 전영록)" (전영록 작사 / 전영록 작곡) - 우수가창상 수상
4. "Love is Magic 사랑의 신비 (헝가리 · Newton Family)" (Adam Vegvari & Steve Ambrozi 작곡) - 우수가창상 수상
5. Sensational 열광적인 사랑 (필리핀 · She)" (미상 작사 / 미상 작곡)
6. I Pledge My Love to You 사랑의 맹세 (미국 · Domenic Allen & Terry Wood)" (미상 작사 / 미상 작곡)- 우수작곡상 수상

Disk One / Side two
1. "Take Me 나를 데려가주세요 (미국 · Meri D.)" (미상 작사 / 미상 작곡) - 대상 수상
2. "Starlight Memories 별빛의 추억 (일본 · 少女隊)" (미상 작사 / 미상 작곡) - 은상 수상
3. "S.O.S Radio 사랑을 찾고 있어요 (이탈리아 · Desa)" (미상 작사 / 미상 작곡)
4. "Never In a Million Years 수많은 날이 흘러도 (호주 · Tracey Wilson)" (미상 작사 / 미상 작곡)
5. "You 그대 (인도네시아 · Purnomo Sikas)" (미상 작사 / 미상 작곡)
6. "When Love is The Song 사랑이 노래가 될 때 (프랑스 · Eve Brenner)" (미상 작사 / 미상 작곡)

## 같이 보기
- MBC 서울국제가요제